# Shippagan
Shippagan – miasto w Kanadzie, na wschodzie prowincji Nowy Brunszwik, w hrabstwie Gloucester, na Półwyspie Akadiańskim. Nazwa miasta pochodzi z języka Mikmaków i oznacza przejście kaczek.
Liczba mieszkańców Shippagan wynosi 2 754. Język francuski jest językiem ojczystym dla 95,9%, angielski dla 2,7% mieszkańców (2006).